# Kurhessen-Therme

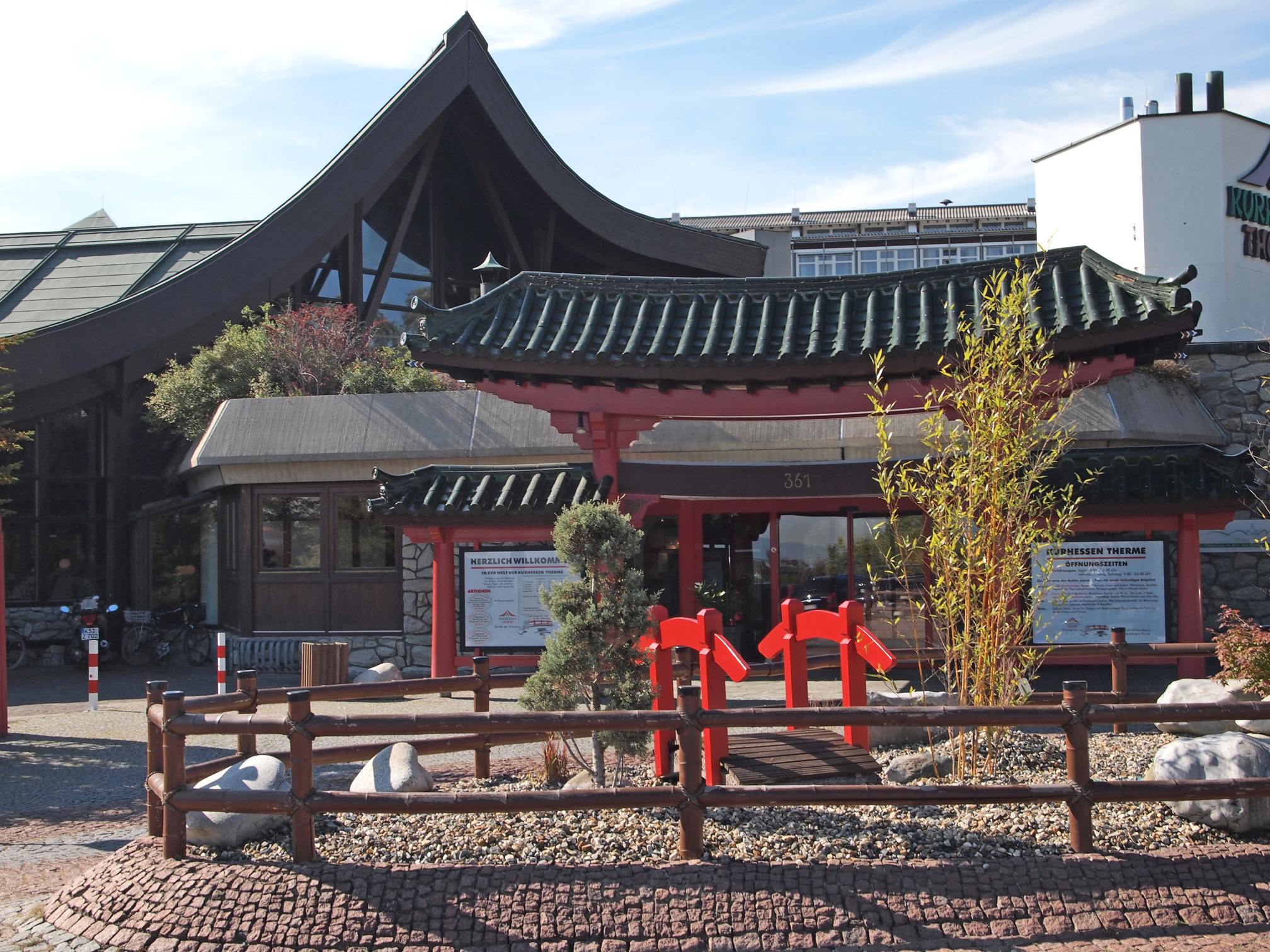
Eingang der Kurhessen-Therme

Die Kurhessen-Therme ist ein Thermalbad in Bad Wilhelmshöhe, einem Stadtteil der hessischen Stadt Kassel. Das 1983 in exotisch fernöstlicher Atmosphäre konzipierte Kur- und Erholungsbad ist im Eigentum der Wicker-Gruppe.

## Geographische Lage
Das Thermalbad liegt im Westen des bebauten Gebiets von Bad Wilhelmshöhe unterhalb des im Hohen Habichtswald gelegenen Bergpark Wilhelmshöhe. Es befindet sich nahe dem Schloss Wilhelmshöhe direkt südlich des westlichen bzw. oberen Teils der Wilhelmshöher Allee, inklusive außenliegender Parkplatzanlage, auf etwa 219 bis 237 m ü. NHN Höhe.
Wenige Meter nördlich der Wilhelmshöher Allee liegt in einem Grünzug entlang dem Drusel-Zufluss Schlossteichgraben die Haltestelle Kurhessen-Therme der Straßenbahnlinie 1 der Kasseler Verkehrs-Gesellschaft (KVG).

## Entstehungsgeschichte
Die Kurhessen-Therme ist ein unter Leitung des Unternehmers Werner Wicker errichtetes privates Thermalbad. Dessen Gründung kam zustande, weil die Stadt Kassel einen Privat-Investor gesucht hatte, der durch eigene Tiefbohrungen eine neue heilklimatische Quelle erschließen sollte. Hierdurch sollte der Status „Bad“ für den Stadtteil Wilhelmshöhe erhalten bleiben. Das Wasser alter Sole-Quellen, das nach erfolgreichen Bohrungen am 1. Mai 1914 und am 13. Juli 1915 aus 1.250 m Tiefe zu Tage gefördert wurde, war im Lauf der Zeit versiegt und Kassel selbst hatte kein Geld für eine Neubohrung. Im Gegenzug für eine erfolgreiche Bohrung stellte die Stadt dem Unternehmer das Gelände zum Bau eines Thermalbades mit darin integriertem Saunarien- und Therapie-Bereich zur Verfügung. Die sehr aufwändige Tiefbohrung, die am 28. Juli 1978 begann, wurde am 30. Mai 1979 in 674 m Tiefe erfolgreich beendet. Seither fließt heilklimatisches, warmes und leicht salziges Wasser ausreichend ergiebig in das Thermalbad.
Am 25. Februar 1983 wurde die Kurhessen-Therme eröffnet.

## Thermal- und Erlebnisbad
Die Innen- und Außenbecken des Bades verfügen über eine Wasserfläche von 1200 m² mit 31 bis 37 °C warmem Thermalsole-Wasser, Massagedüsen, Sprudelliegen, Hot-Whirl-Pools, Wasserfälle, eine Liegewiese  und eine Solegrotte. In der Saunawelt befinden sich 8 Saunen (45 bis 100 °C), der Damen-Saunabereich 1001 Nacht (seit Mai 2016) und ein 203 m² großer Sauna-See im FKK-Paradiesgarten. Eine 1001-Nacht-Erlebniswelt wurde 2018 neu eröffnet. Im Außenbereich befindet sich eine Wasserrutsche die nur in der warmen Jahreszeit geöffnet hat.

## Trivia
- In der Therme befand sich genauso wie in der Taunus-Therme  einst ein Kino[7]
- Teile des Films Nur aus Liebe (1996) wurden in der Kurhessen-Therme gedreht.